# Ipomoea costellata
Ipomoea costellata es una especie fanerógama de la familia Convolvulaceae.

## Clasificación y descripción de la especie
Planta herbácea, erecta, decumbente o voluble, anual; tallo ramificado, sin pelos; lámina foliar palmatisecta, de (0.5)1.5 a 4.2 cm de largo, de 1 a 4(5) cm de ancho, bases truncadas; inflorescencia con 1 a 3 flores; sépalos subiguales, lanceolados, de 3 a 6(8) mm de largo, sin pelos; corola en forma de embudo (subinfundibuliforme) a campanulada, de 0.8 a 1.5 cm de largo, azul-violácea o blanco-amarillenta; el fruto es una cápsula globosa, de 4 a 5 mm de diámetro, con 4 semillas, subgloboso-triangulares, de 2.5 a 4 mm de largo.

## Distribución de la especie
Esta especie se distribuye desde el sur de Estados Unidos (Nuevo México, Arizona y Texas) al centro de México. En México se encuentra en los estados de Baja California Sur, Sonora, Sinaloa, Chihuahua, Nuevo León, Tamaulipas, Zacatecas, San Luis Potosí, Guanajuato, Querétaro, Hidalgo, Jalisco, Michoacán, México, Veracruz y Guerrero.

## Ambiente terrestre
Se desarrolla en terrenos de poca pendiente con pastizales o algunos matorrales secundarios. Crece en altitudes que van de los 1650 a los 2100 m. Florece de agosto a noviembre.

## Estado de conservación
No se encuentra bajo ningún estatus de protección.